# Býšť
Býšť (en allemand : Bejscht) est une commune du district et de la région de Pardubice, en République tchèque. Sa population s'élevait à 1 672 habitants en 2024.

## Géographie
Býšť se trouve à 11 km au sud-est du centre de Hradec Králové, à 15 km au nord-est de Pardubice et à 106 km à l'est de Prague.

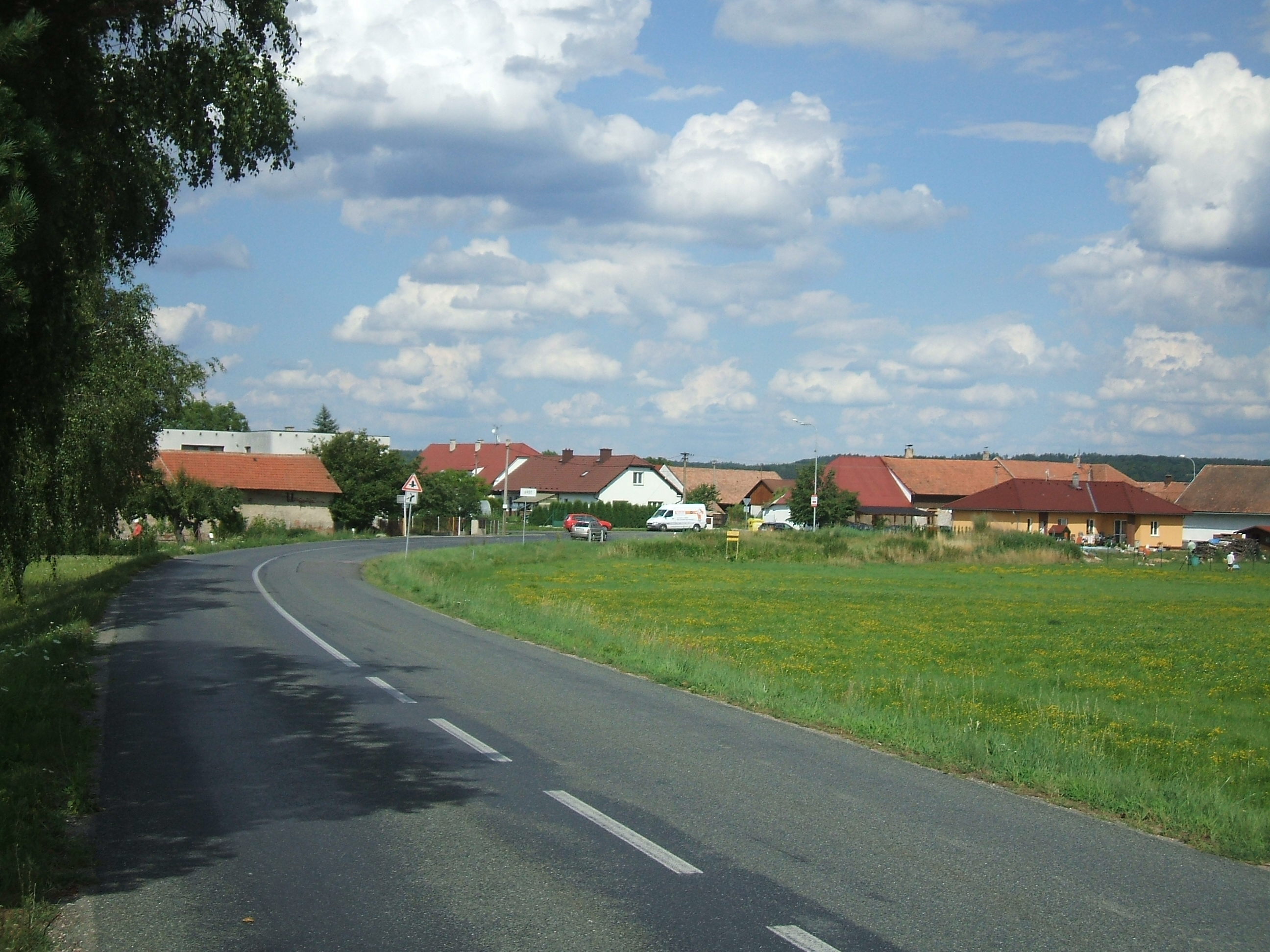
Býšť : vue générale.

La commune est limitée par Hradec Králové et Běleč nad Orlicí au nord, par Týniště nad Orlicí à l'est, par Vysoké Chvojno au sud-est, par Chvojenec et Rokytno au sud, par Újezd u Sezemic au sud-ouest, et par Borek et Vysoká nad Labem à l'ouest.

## Histoire
La première mention écrite de la localité date de 1360-1371.

## Transports
Par la route, Býšť se trouve à 11 km de Hradec Králové, à 16 km de Pardubice et à 123 km de Prague. 

## Personnalités
- Eduard Nápravnik (1839-1916), compositeur ayant fait carrière en Russie.